# Apple I
Apple Computer 1, původně označovaný jako Apple Computer a později známý jako Apple I nebo Apple-1, je stolní počítač vyrobený společností Apple Computer Company (nyní Apple Inc.) v roce 1976. Počítač navrhl ve svém volném čase Steve Wozniak, tehdy zaměstnanec společnosti Hewlett-Packard. Souhlasil s návrhem Steva Jobse, aby založili společnost, která bude prodávat neosazené základní desky. Na základě žádostí obchodníků však byly prodávány i otestované základní desky, obsahující procesor MOS 6502, dynamickou RAM, ROM se základním operačním systémem umožňujícím zadávání hexadecimálních čísel do paměti, grafický obvod založený na posuvných registrech a konektor pro ASCII klávesnici. Později bylo přidáno i rozhraní umožňující ukládat data na audiokazety a program Apple BASIC, později přejmenovaný na Integer BASIC.

## Vznik počítače Apple I
Apple I, první produkt firmy Apple, navrhl Steve Wozniak. Wozniak se rozhodl pro osmibitový mikroprocesor 6502 od firmy MOS Technology, který byl oproti konkurenčním procesorům Intel 8080 a Motorola 6800 levnější a snáze dostupný. V září 1975 si jich veletrhu Wescon koupil hned několik. Wozniakův dřívější návrh počítače s mikroprocesorem 6800 potřeboval pouze menší změny, aby fungovaly s novým čipem 6502. Byl představen v dubnu roku 1976 na exhibici (Homebrew Computer Club) ve městě Los Altos v Kalifornii v USA. Bylo vyrobeno asi dvě stě těchto počítačů. Původní maloobchodní cena za jeden počítač se 4 kB RAM činila 666,66 USD.
Steve Jobs navázal kontakt s místním počítačovým skladem, The Byte Shop, který mu nabídl, že by měl o stroj zájem, ale jen v úplné sestavě. Majitel, Paul Terrell, přešel dále a řekl, že by objednal 50 kusů a zaplatí 500 USD za každý doručený kus. Jobs přijal objednávku Byte Shopu, a potřebné součástky objednal z Cramer Electronics, aby mohl sestavit Apple I Místní úvěrový manažer se Jobse zeptal, jak bude platit splátky a on odpověděl: „Mám tuto objednávku z Byte Shop z řetězce počítačových skladů na 50 z mých počítačů a platby jsou na dobírku. Pokud mi dodáte součástky do 30 dnů, budu schopen postavit a doručit počítače v daném termínu, shromáždit peníze od Terrella z Byte Shopu a zaplatit vám." Úvěrový manažer Paul Terrell, který navštěvoval IEEE počítačové konference v Asilomar v Pacific Grove, potvrzoval pravdivost objednávek. Ohromen Jobsovou vytrvalostí, Terrell ujistil úvěrového manažera, že až se počítače ukážou ve skladu, Jobs bude mít víc peněz než je potřeba k zaplacení součástek. Jobs, Wozniak a jejich malá pracovní skupina strávili den a noc sestavováním a testováním počítačů, aby mohli počítače doručit Terrelovi včas pro zaplacení dodavatelům a aby měli zbylý čistý zisk na další objednávku.
Tyto počítače se prodávaly jako stavebnice, postavené na mikroprocesoru MOS 6502, který byl taktovaný na frekvenci 1 MHz. Kapacita operační paměti činila v základní sestavě 4 kB, kterou bylo možné rozšířit na 8 kB. Další možné rozšíření mohlo být provedeno pomocí rozšiřující karty a velikost operační paměti dosahovala až 48 kB. Apple I také zahrnoval samonaváděcí programový kód na ROM (paměť určená pouze pro čtení), který zjednodušoval uvedení do chodu. Jeho zdrojový kód v jazyce symbolických adres byl součástí manuálu.
Grafické promítnutí bylo prováděno pomocí obvyklého televizního modulátoru založeného na posuvných registrech. Tento přístup byl v první polovině sedmdesátých let běžně používán v počítačových terminálech. Nebyla použita RAM, nebylo možné zobrazit znaky na libovolné místo na obrazovce. Text byl zobrazován velmi pomalu, v 60 znacích za sekundu. Video ovladač počítače Apple I zobrazoval textový režim 40 znaků na 24 řádcích v textu a znázorňoval jen velká písmena, číslice a interpunkci (64 znaků). Možnost ukládání dat je realizována skrze kazetové rozhraní počítače, pro načítání a ukládání programů v rychlosti 1200 bit/s.

## Použití Apple I
Jedná se o soubor obvodů, které může sestavit jen člověk zběhlý v sestavování elektronických zařízení. Zákazník musí také sám počítač Apple I vybavit potřebnými programy. Uživatelé museli přidat ještě: skřínku, napájecí zdroj, klávesnici, displej a případně magnetofon.